# 紅党
紅党（こうとう）は台湾の政党。2006年に発生した陳水扁反対運動の中核を担った紅衫軍を中心に結成され、一般的に紅衫軍による政党と見做される。汚職政治や裏社会と結託した政治の排除と、弱者権益保護、両岸自由貿易の促進を掲げ、自由・民主・理性を基本とする社会建設を理念としている。

## 党史
- 2007年10月14日 - 陳耀昌、楊玉欣、姚立明、魏耀乾、張富忠等により紅党結成が宣言される。
- 2007年11月25日 - 紅党結成パーティーが開催され、第7回立法委員選挙に楊玉欣，姚立明、陳耀昌、胡徳夫、黄恵君、宗景宜、魏耀乾の7名を擁立することを表明。女性候補者比率が最も高い台湾政党となる。
- 2007年12月29日 - 台北市凱達格蘭大道で市民集会を開催。施明徳、曹興誠による両岸政治・経済問題が議論される。
- 2008年1月12日 - 第七回立法委員選挙の結果77,000票（0.79％）を獲得。
- 2008年の総統選挙後の監察委員選挙で陳耀昌が落選。